# Pigalle (stacja metra)
Pigalle - stacja 2. i 12. linii metra  w Paryżu. Stacja znajduje się na pograniczu 9. i 18. dzielnicy Paryża.  Stacja na linii nr 2 została otwarta 17 października 1902 r., a stacja na linii 13 - 8 kwietnia 1911 r.